# Кошевая, Анна Денисовна
Анна Денисовна Кошевая (1876—1948) — звеньевая колхоза «Червоный гигант» Велико-Половецкого района Киевской области Украинской ССР, инициатор пятисотенных урожаев сахарной свеклы, Герой Социалистического Труда (1947).

## Биография
Родилась 2 октября 1871 (по некоторым источникам 1876) года в селе Малополовецкое ныне Фастовского района Киевской области в крестьянской семье, украинка.
С началом коллективизации вступила в местную сельхозартель, которая позже стала колхозом «Червоный гигант».
В 1935 году — возглавляемое ею звено вырастило самый высокий урожай сахарной свёклы в стране по 537 центнеров с гектара (при средней в то время урожайности 130—135 центнеров), вместе с другими известными свекловодами Украинской ССР М. В. Гнатенко и М. С. Демченко положили начало движению колхозниц-пятисотенниц, которое активно распространилось на Украине до оккупации в 1941 году.
После освобождения от оккупации продолжила трудиться звеньевой, и в 1944 году ею был получен урожай сахарной свеклы 526 центнеров с гектара, в 1945 году — 527 центнеров.
В засушливый 1946 год в колхозе «Червоный гигант» свекла дала 526 центнеров с гектара на площади 3 гектара.
Указом Президиума Верховного Совета СССР от 19 марта 1947 года за получение высоких урожаев в 1946 году Кошевая Анна Денисовна удостоена звания Героя Социалистического Труда с вручением ордена Ленина и золотой медали «Серп и Молот».
Умерла 9 марта 1948 года.

## Память
28 июня 1955 года в Москве перед павильоном «Сахарная свекла» на ВСХВ был торжественно открыт памятник А. Д. Кошевой работы скульпторов Д. С. Жилова и А. В. Пекарева. В 1957 году колхоз «Червоный гигант», в котором она проработала звеньевой 17 лет, был переименован в колхоз имени А. Д. Кошевой.

## Награды
- Герой Социалистического Труда (1947)
- Орден Ленина (1935)
- Орден Ленина (1947)
- Медаль «За трудовую доблесть» (1939)